# Karel Blažej Kopřiva

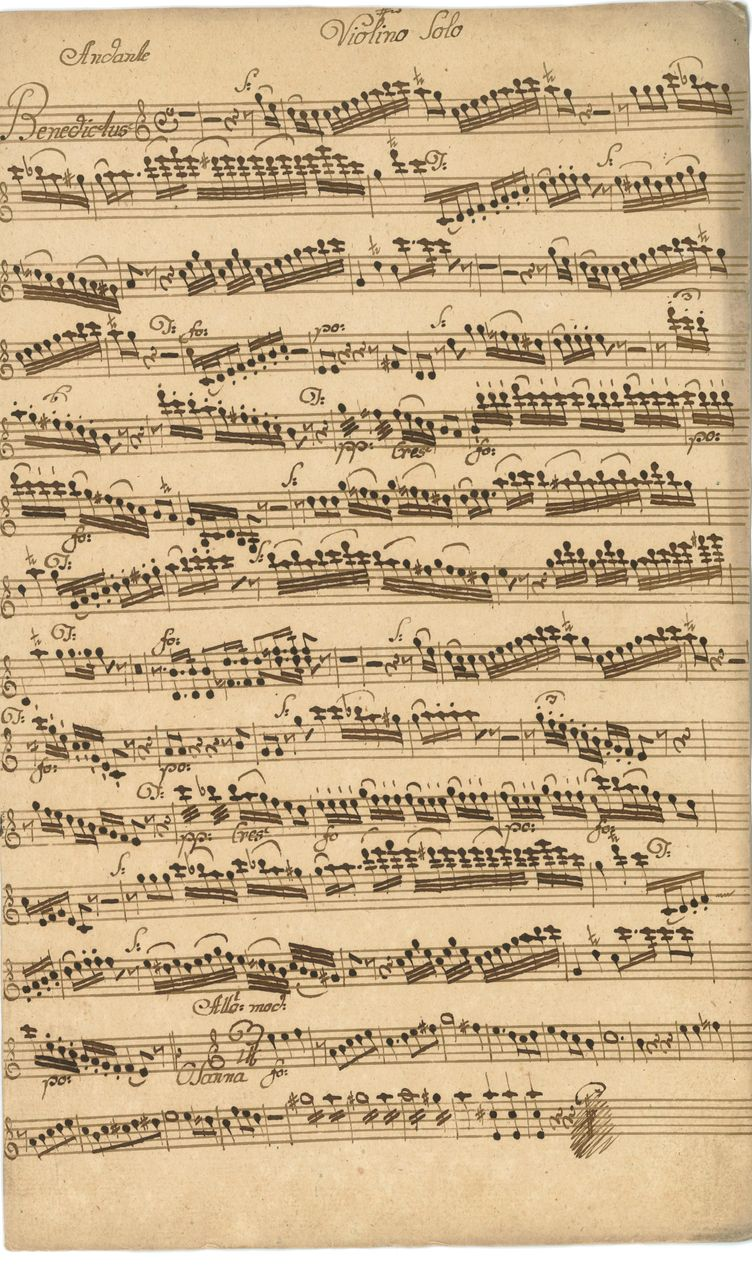
Autograph des Benedictus aus der Messe in e-Moll von Kopřiva

Karel Blažej Kopřiva (auch: Karl Blasius Kopřiva; * 9. Februar 1756 in Zittolieb; † 15. Mai 1785 ebenda) war ein böhmischer Organist und Komponist.

## Leben
Kopřiva studierte zunächst bei seinem Vater, dem Kantor und Komponisten Václav Jan Kopřiva, und später bei Josef Seger in Prag. Er wirkte dann als Assistent seines Vaters und Organist in seinem Geburtsort und komponierte mehrere Messen, darunter eine Missa solemnis, Orgelfugen und -konzerte, Sinfonien und Arien. Von seinem Vater ist eine Missa pastoralis überliefert.